# Mustapha El Atrassi
Pour les articles homonymes, voir El Atrassi.
Mustapha El Atrassi, né le 30 août 1985 à Saint-Doulchard (Cher), est un humoriste, chroniqueur, animateur de télévision et radio franco-marocain.
Adepte du stand-up, il écrit et joue une dizaine de spectacles entre 2006 et 2024.

## Biographie

### Carrière

#### Débuts sur scène et chroniqueur
Né à Saint-Doulchard, dans la banlieue de Bourges, Mustapha El Atrassi grandit à Tours dans le quartier de l'Europe (Beffroi) et fréquente le collège Jean de La Bruyère. Il s'initie à l'improvisation théâtrale dès le collège et découvre le stand-up lors d'un voyage scolaire en Angleterre. En 2003, il est finaliste du concours d'humoristes 15 ans, 15 talents organisé par la chaîne marocaine 2M. Il gagne en notoriété au Maroc en jouant un rôle principal dans la sitcom R'bib de Saïd Naciri, diffusée sur 2M pendant le Ramadan 2004. En 2005, il débute sur scène au Théâtre Trévise à Paris. En 2006, il participe à la première édition du Jamel Comedy Club tout en poursuivant ses études d'anglais.
Repéré par Laurent Ruquier, il devient chroniqueur dans plusieurs de ses émissions : On va s'gêner sur Europe 1, On a tout essayé et On n'est pas couché (2006-2007) sur France 2. Le 28 avril 2007, après avoir insulté une assistante lors du tournage d'On n'est pas couché, il est écarté par Ruquier, mais réintègre l'émission dès le 12 mai 2007[source insuffisante]. En septembre 2007, il rejoint On n'a pas tout dit, qui remplace On a tout essayé sur France 2, et quitte On n'est pas couché. En janvier 2008, il intègre Salut les Terriens sur Canal+, animée par Thierry Ardisson.

#### Animateur
De 2008 à 2011, Mustapha El Atrassi co-anime Le 6/9 sur NRJ, aux côtés de Florian Gazan, Nikos Aliagas, puis Karine Ferri.
À partir d'octobre 2009, il présente son propre talk-show, La nuit nous appartient, diffusé le jeudi à 22 h 30 sur Comédie ! et à 23 h 50 sur NRJ 12. L'émission s'arrête en décembre 2012.
En novembre 2016, il rejoint Le Grand Journal sur Canal+ pour un essai humoristique, incarnant un comédien « raté » cherchant à relancer sa carrière.

#### Confirmation scénique
En 2011, il participe au concours du Laugh Factory à Los Angeles, où il est retenu et joue plusieurs semaines en anglais. Un documentaire, L.A Trassi, est tourné à cette occasion avec Mouloud Achour et diffusé le 9 février 2012 sur Comédie+. Il retourne jouer aux États-Unis en 2013 et 2018.
En 2012, il présente un nouveau spectacle au Théâtre Trévise. En juin 2013, il réalise Ma Journée Tweet, un court-métrage publié sur YouTube, avec des sketchs et des invités comme Baptiste Lecaplain, Arnaud Tsamere et Jérémy Ferrari.
En 2015, il fonde sa société de production, Chicha Production, pour gérer ses spectacles et gagner en indépendance.
En juillet 2022, à la fin de sa tournée Game Over, il annonce arrêter le stand-up, déclarant que le métier le « bouffe de l'intérieur »,. Il revient néanmoins sur scène en octobre 2024 avec le spectacle Renaissance, qu’il joue à L'Européen à Paris jusqu'à mi-2025.

### Vie privée
Fils de parents originaires de la tribu Missaoui, nés dans la banlieue de Rabat à Oulja, Mustapha El Atrassi grandit dans un contexte familial marqué par la séparation de ses parents. Il vit en France avec son père, tandis que sa mère et ses sœurs résident au Maroc. Sa sœur, Amale, publie en 2013 le livre Louve musulmane aux Éditions de l'Archipel, où elle raconte leur enfance difficile, marquée par un mariage forcé de leur mère à 16 ans et un père alcoolique et violent. Elle y critique également le manque d'esprit familial de son frère,.
En 2007, il est en couple avec la journaliste et animatrice Anne-Élisabeth Lemoine, qui met fin à leur relation et porte plainte contre lui pour coups et blessures,.
De 2011 à 2018, il est en couple avec l'actrice Ornella Fleury,.

### Affaires judiciaires
En 2007, son ancienne compagne Anne-Élisabeth Lemoine dépose plainte pour coups et blessures.
En 2013, un agent SNCF porte plainte contre  El Atrassi pour « un incident verbal »,.
En mai 2025, Marion Maréchal, députée européenne, affirme avoir saisi la justice à l'encontre de Mustapha El Atrassi pour incitation à la haine à caractère racial, pour des propos (« Le temps qu'on perd à s'insulter entre Marocains et Algériens, c'est du temps perdu pour insulter les Gwers ») tenus lors de son spectacle Renaissance.

## Spectacles
- 2009 : Sur scène[24]
- 2013 : Mea culpa[25]
- 2015 : Seul
- 2015 : Second Degré
- 2016 : Lecture
- 2017 : Troisième Degré
- 2017 : Sans modération
- 2017 : Nique sa mère
- 2018 : Nique sa grand-mère
- 2018 : +212
- 2018 : +33
- 2019 : Communautaire
- 2019 : Game Over
- 2024 : Renaissance (en cours)

## Publications
- Fables, Chicha éditions, 2020, 146 p. (ISBN 9798394817663)[26].

## DVD
- Mustapha El Atrassi sur scène, la Cigale vous appartient (4 décembre 2012) ; en bonus, le documentaire L.A Trassi sur son expérience américaine.